# Nurgül Yeşilçay
Nurgül Yeşilçay, née le 26 mars 1976 à Afyon en Turquie est une actrice turque.

## Biographie
Nurgül Yeşilçay a étudié le théâtre au conservatoire de l'université Anadolu d'Eskişehir. Depuis l'obtention de son diplôme, elle a joué dans plusieurs rôles principaux au théâtre, dont celui d'Ophélie dans Hamlet et Blanche DuBois dans Un tramway nommé Désir. À côté du théâtre, elle s'est fait connaitre en Turquie dans plusieurs séries télévisées. Elle a fait ses débuts au cinéma en 2001, mais on a pu la voir sur les écrans français en 2005 dans Contes d'Istanbul.

## Filmographie
- Gülperi (2018) : Gülperi
- Ikinci şans (2016) : Yasemin
- Sultane Kösem (2016-...)
- Paramparca (2014-...) : Gülseren
- Sensiz olmaz (2011) : firiyal
- Cinar Agaci (2011) : Sonay
- Aşk ve Ceza (2010)-(2011) : Yasemin
- De l'autre côté (2007) : Ayten
- Adem'in Trenleri (2007) : Hacer
- Ezo Gelin (2007) : Ezo
- Contes d'Istanbul (2005) : Uyuyan Güzel Saliha
- Eğreti Gelin (2004) : Kostak Emine
- Asmalı Konak - Hayat (2003) : Bahar Karadağ
- Mumya Firarda (2002) : Fatıma
- Şellale (2001) : Nergis

## Récompenses
- Adana Altın Koza Film Şenliği (2005)